# NGC 5334
NGC 5334 là một thiên hà xoắn ốc trực diện trong chòm sao Thất Nữ.